# Борис Іван
Іван Бори́с  (нар. 4 травня 1869, м. Дрогобич, нині Львівська область — пом. 12 листопада 1923, Львів) — український промисловець. Батько Євгена-Фердинанда Бориса.

## Життєпис
Один із перших організаторів українського міщанства у Перемишлі й українського купецтва в Галичині. Співініціатор (1906) та секретар 1-го з'їзду руських, галицьких і буковинських купців, створення Комітету українських купців у Львові. Член низки центральних установ Львова, зокрема «Народна торговля», «Сільський господар», «Народна гостинниця», «Міщанське братство», а також їхніх відділів у Перемишлі. 
1896 купив у Перемишлі споживчу крамницю (вина, делікатеси) з рестораном. Був знавцем вин. За виробництво овочевих безалкогольних соків і вина «Борисина» нагороджений золотою медаллю на 1-й сільсько-господарській виставці у Стрию (1909). Австрійською владою призначений цісарним радником Торговельного суду. 
1911 придбав ще крамницю, де реалізовував фарби і матеріали. 1922 заснував фірму текстильних виробів «Мануфактура». 
Разом із Володимиром Загайкевичем заснував та був директором Міщанської каси для самостійних купців.